# Baby (Batterie)

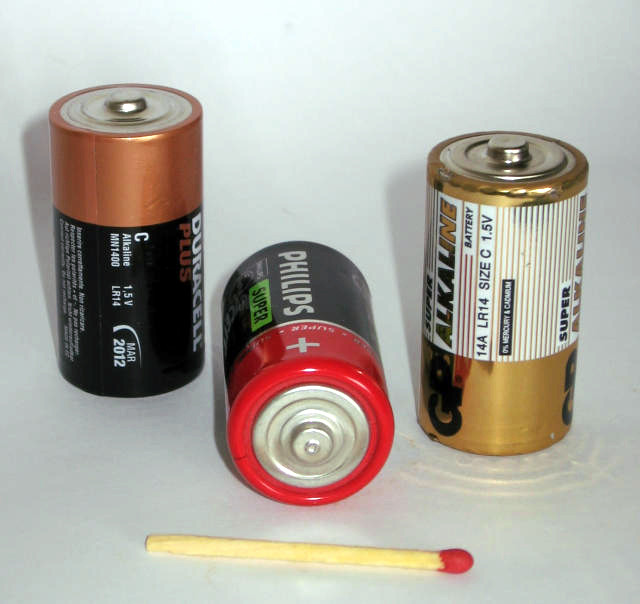
Babyzellen verschiedener Hersteller

Baby, Babyzelle und C sind gängige Bezeichnungen für eine genormte, weit verbreitete Baugröße von Batterien und Akkumulatoren. Dabei handelt es sich um zylindrische Rundzellen mit einem Durchmesser von 24,9 bis 26,2 mm und einer Höhe von 48,6 bis 50,0 mm. Jeweils der erste Wert ist das Minimum aus der Norm IEC 60086-2, der zweite Wert ist das zulässige Maximum laut der Norm IEC 60086-1. Daraus ergibt sich ein Volumen von etwa 25 cm³.
Einige Batteriefächer (z. B. vom Hersteller eitech GmbH) haben nur Raum für R14-Zellen bis max. 25,7 mm Durchmesser. Diesen Durchmesser haben die meisten in Deutschland im Handel erhältlichen R14-Batterien.
Babyzellen werden mit verschiedenen elektrochemischen Systemen hergestellt, die sich in Nennspannung, Kapazität und Belastbarkeit deutlich unterscheiden können.
Je nach System werden weitere, oft herstellerspezifische, Bezeichnungen für nichtwiederaufladbare und wiederaufladbare Babyzellen verwendet.
Babyzellen werden vorwiegend in größeren, tragbaren elektrischen Geräten verwendet. Beispiele sind Spielzeuge, Taschenlampen, Kassettenrecorder, Transistorradios und Gerätekombinationen (insbesondere Radiorekorder). Durch die gestiegene Leistungsfähigkeit der Alkali-Mangan-Zellen kommt bei neu entwickelten Geräten mit geringerem Energiebedarf auch häufig die Baugröße Mignon zum Einsatz. Die noch größeren Mono-Zellen werden auf Grund ihrer Größe und des höheren Gewichtes nur noch selten für neue portable Geräte eingesetzt.

## Typenübersicht
| Elektrochemisches System                        | Nennspannung in (V)                             | IEC                                             | ANSI                                            | Sonstige Bezeichnung                            | Kapazität in (Ah) | typ. Energie in (Wh) |
| Nichtwiederaufladbare Babyzellen (Primärzellen) | Nichtwiederaufladbare Babyzellen (Primärzellen) | Nichtwiederaufladbare Babyzellen (Primärzellen) | Nichtwiederaufladbare Babyzellen (Primärzellen) | Nichtwiederaufladbare Babyzellen (Primärzellen) |                   |                      |
| ----------------------------------------------- | ----------------------------------------------- | ----------------------------------------------- | ----------------------------------------------- | ----------------------------------------------- | ----------------- | -------------------- |
| Alkali-Mangan                                   | 1,5                                             | LR14                                            |                                                 |                                                 | 8,0 max.          | 12,0                 |
| Zink-Kohle                                      | 1,5                                             | 0R14                                            |                                                 |                                                 | 4,0 max.          | 06,0                 |
| Wiederaufladbare Babyzellen (Sekundärzellen)    |                                                 |                                                 |                                                 |                                                 |                   |                      |
| Nickel-Metallhydrid                             | 1,2                                             | HR14                                            |                                                 |                                                 | 4,5 typisch       | 05,4                 |
| Nickel-Cadmium                                  | 1,2                                             | KR14                                            |                                                 |                                                 | 3,0 typisch       | 03,6                 |